# Telefonie

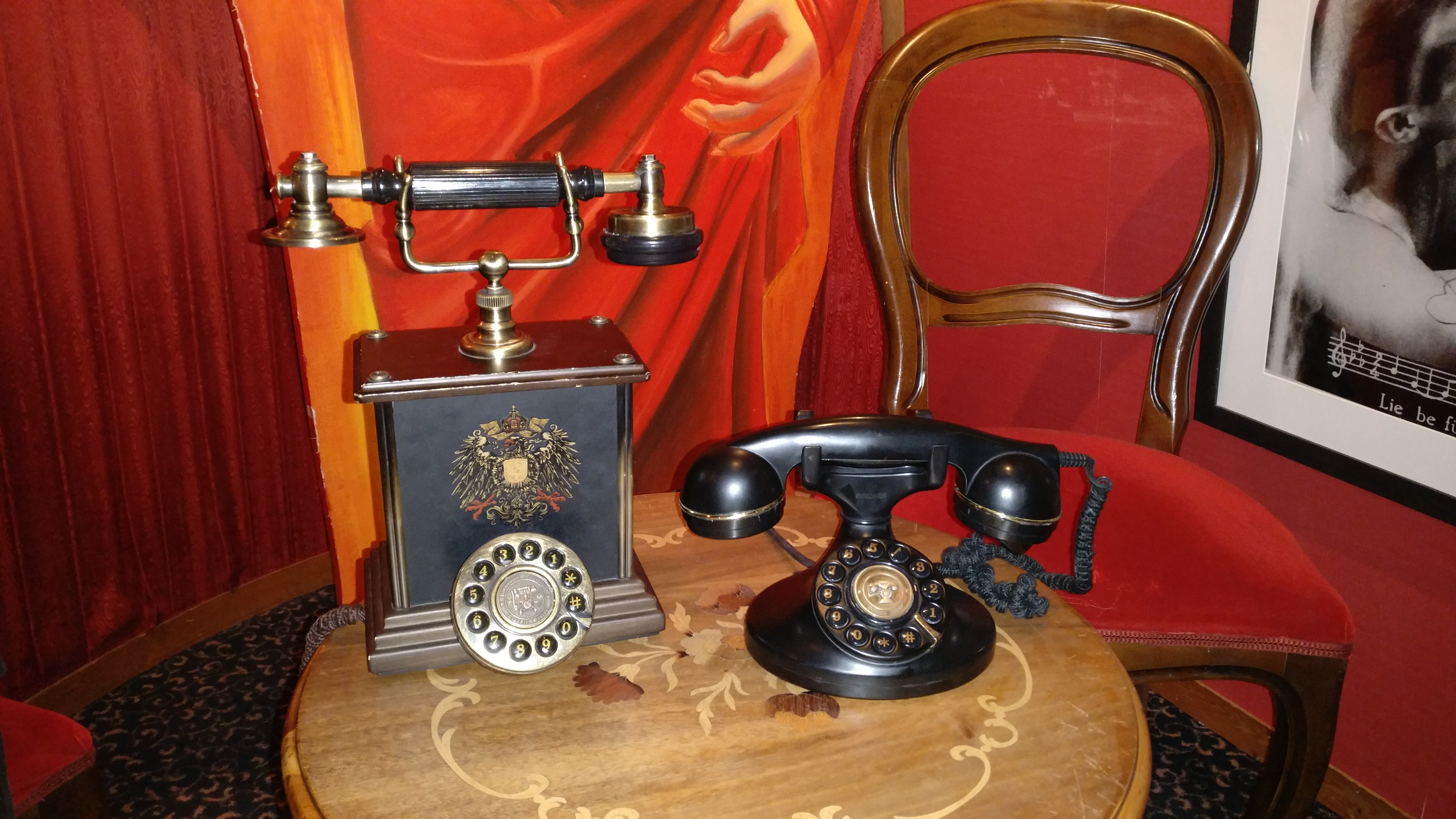

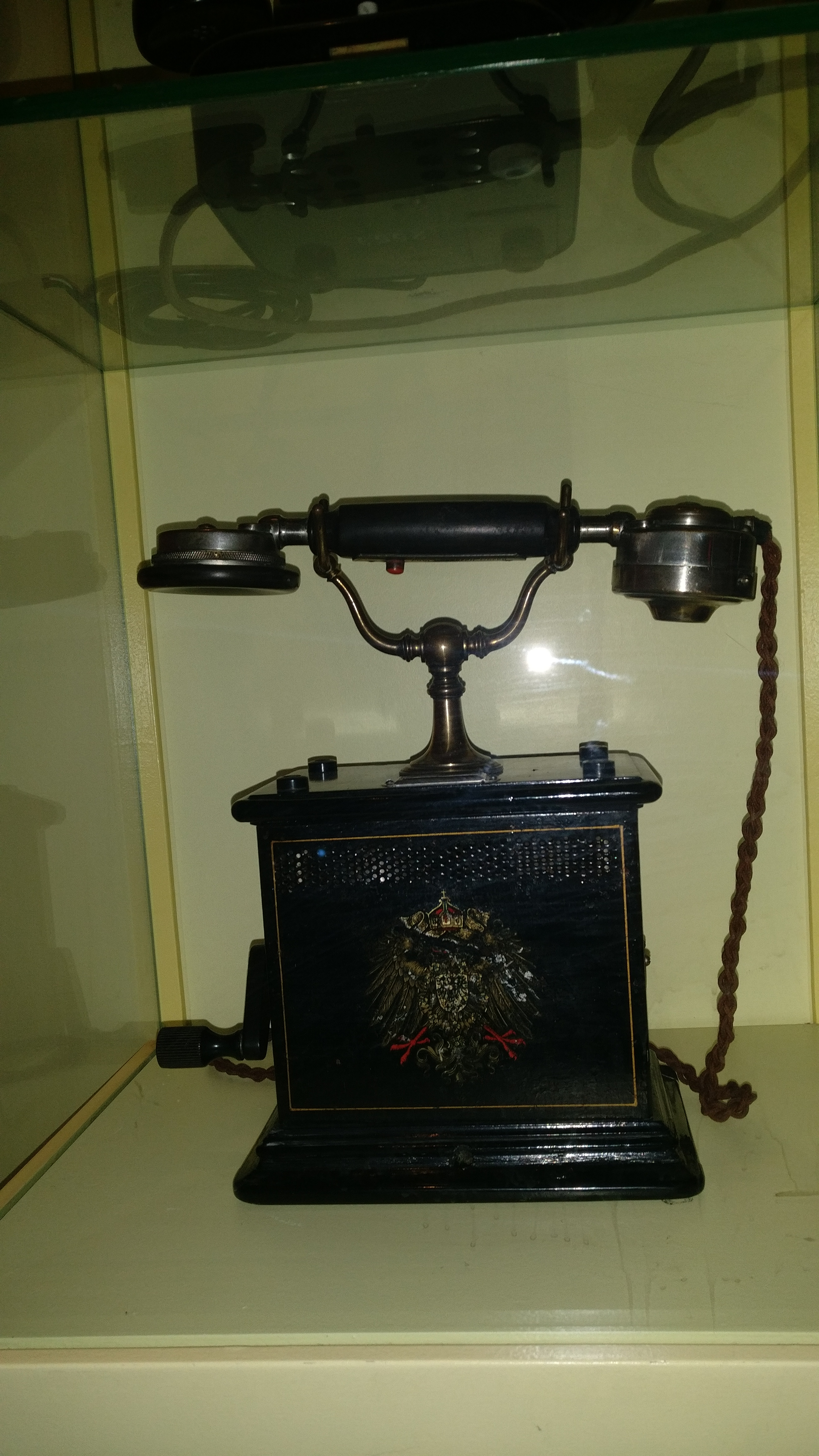

Die Telefonie (seit 1996 veraltete Schreibweise: Telephonie; griechisches Kunstwort τηλεφωνία tēlephonía, von altgriechisch τῆλε tēle „fern, weit“ und φωνή phonē „Stimme“) bezeichnet in erster Linie die Sprachkommunikation über eine technische Vorrichtung (z. B. Telefonnetz). Der erste Forscher, dem diese Form der Übermittlung von Sprachdaten bereits 1860 gelang, war Philipp Reis.
Eine Übertragung von Sprache wird entweder durch analoge Telefondienste erreicht oder durch digitale, zum Beispiel ein Telefonnetz (z. B. ISDN), ein Funknetz (zum Beispiel GSM) oder ein paketvermitteltes Datennetz (zum Beispiel bei der IP-Telefonie). Wichtig ist dabei eine möglichst geringe Verzögerung (akzeptabel sind maximal 200 ms) und eine gute Tonqualität (meistens wird der Sprachverständlichkeit wegen der Frequenzbereich zwischen 300 und 3400 Hz übertragen).
Endgeräte bei einem kabelgebundenen Telefonnetz sind Telefone, bei einem drahtlosen Funknetz Mobiltelefone und bei der IP-Telefonie ein spezielles IP-Telefon (VoIP- oder SIP-Telefon) oder ein Computer. Für die automatische Anrufannahme existieren Anrufbeantworter oder Voice-Mailboxen. Bei Funkdiensten werden Funkgeräte verwendet.
Bei der Kommunikation über ein Telefonnetz wird das Ziel über eine numerische Rufnummer adressiert, bei der IP-Telefonie über die IP-Adresse, einen Benutzernamen oder eine ENUM-Rufnummer.

## Weitere Bedeutungen
Daneben bezeichnet Telefonie die ungewollte Übertragung von Schallschwingungen, z. B. vom Lautsprecher auf das Mikrofon. Dadurch entstehen hohe Pfeiftöne und Echos. Bei Hörgeräten werden diese Pfeiftöne von älteren Trägern oft nicht wahrgenommen, wohl aber von jüngeren Leuten in seiner Umgebung.
Die mechanische Einwirkung vom Lautsprecher bzw. Schallwellen und Körperschall auf das Steuergitter einer Verstärkerröhre, auf Schwingkreise oder andere Bauteile wird als Mikrofonie bezeichnet. Dadurch entstehen Störgeräusche.

Auch Belüftungsanlagen können ein Telefonieproblem aufweisen: ein sogenannter Telefoniedämpfer aus Mineralwolle wird eingebaut, um die Luft passieren zu lassen, aber die Schallübertragung zu verhindern.
Als weitere Bedeutung wird mit Telefonie oder auch Phonie der Sprechfunk bezeichnet, insbesondere in Gegenüberstellung zur Telegrafie. Telefonie in diesem Sinne (etwa beim Jedermannfunk) setzt also keine telefonnetzartige Organisationsform voraus.